# Calamus merrillii
Calamus merrillii är en enhjärtbladig växtart som beskrevs av Odoardo Beccari. Calamus merrillii ingår i släktet Calamus och familjen Arecaceae.

## Underarter
Arten delas in i följande underarter:
- C. m. merrillii
- C. m. merrittianus
- C. m. nanga